# Microgoniella apicula
Microgoniella apicula är en insektsart som först beskrevs av Henry Fairfield Osborn 1926.  Microgoniella apicula ingår i släktet Microgoniella och familjen dvärgstritar. Inga underarter finns listade i Catalogue of Life.